# Südostasienspiele 2019/Leichtathletik
Bei den Südostasienspielen 2019 in Capas, Philippinen wurden in der  Leichtathletik im New Clark City Athletics Stadium vom 6. bis 10. Dezember 48 Wettbewerbe ausgetragen.

## Medaillenspiegel
| Platz  | Land        | Gold | Silber | Bronze | Gesamt |
| ------ | ----------- | ---- | ------ | ------ | ------ |
| 01     | Vietnam     | 16   | 12     | 10     | 38     |
| 02     | Thailand    | 12   | 11     | 12     | 35     |
| 03     | Philippinen | 11   | 8      | 8      | 27     |
| 04     | Malaysia    | 5    | 9      | 7      | 21     |
| 05     | Indonesien  | 5    | 6      | 5      | 16     |
| 06     | Myanmar     | —    | 1      | 2      | 3      |
| 07     | Singapur    | —    | —      | 3      | 3      |
| 08     | Laos        | —    | —      | 1      | 1      |
| Gesamt | Gesamt      | 49   | 47     | 48     | 144    |

## Männer

### 100 m
| Platz | Athlet                     | Land | Zeit (s) |
| ----- | -------------------------- | ---- | -------- |
| 1     | Muhammad Haiqal Hanafi     | MAS  | 10,35 PB |
| 2     | Ruttanapon Sowan           | THA  | 10,49    |
| 3     | Bandit Chuangchai          | THA  | 10,52    |
| 4     | Jonathan Nyepa             | MAS  | 10,60    |
| 5     | Anfernee Lopena            | PHI  | 10,61    |
| 6     | Mochammad Bisma Diwa Abina | INA  | 10,73    |
| 7     | Rico Pradana Adit          | INA  | 10,75    |
| 8     | Pen Sokong                 | CAM  | 10,88    |

8. Dezember

### 200 m
| Platz | Athlet                      | Land | Zeit (s) |
| ----- | --------------------------- | ---- | -------- |
| 1     | Chayut Khongprasit          | THA  | 20,71 PB |
| 2     | Siripol Punpa               | THA  | 20,78    |
| 3     | Russel Alexander Nasir Taib | MAS  | 21,11    |
| 4     | Lương Văn Thao              | VIE  | 21,14 PB |
| 5     | Eko Rimbawan                | INA  | 21,22 PB |
| 6     | Joko Kuncoro Adi            | INA  | 21,40 PB |
| 7     | Jonathan Nyepa              | MAS  | 21,41    |
| 8     | Timothee Yap Jin Wei        | SGP  | 21,56    |

7. Dezember
Wind: 0,0 m/s

### 400 m
| Platz | Athlet                       | Land | Zeit (s) |
| ----- | ---------------------------- | ---- | -------- |
| 1     | Trần Nhật Hoàng              | VIE  | 46,56    |
| 2     | Trần Đình Sơn                | VIE  | 46,68    |
| 3     | Phitchaya Sunthonthuam       | THA  | 46,98    |
| 4     | Joyme Sequita                | PHI  | 47,71    |
| 5     | Michael Carlo Del Prado      | PHI  | 47,74    |
| 6     | Tan Zong Yang                | SIN  | 47,93    |
| 7     | Muhammad Saiful Saifuddin    | MAS  | 47,11    |
|       | Luqmanul Hakim Khairul Akmal | MAS  | DNS      |

8. Dezember

### 800 m
| Platz | Athlet                    | Land | Zeit (min) |
| ----- | ------------------------- | ---- | ---------- |
| 1     | Dương Văn Thái            | VIE  | 1:49,91    |
| 2     | Carter Lilly              | PHI  | 1:50,17    |
| 3     | Royson Vincent            | MAS  | 1:50,68    |
| 4     | Jirayu Pleenaram          | THA  | 1:51,68    |
| 5     | Bunthorn Chhun            | CAM  | 1:52,33    |
| 6     | Tran Van Tran             | VIE  | 1:53,09    |
| 7     | Syazwan Azman Putra Azrul | MAS  | 1:53,46    |
| 8     | Min Min Zaw               | MYA  | 1:54,01    |

9. Dezember

### 1500 m
| Platz | Athlet                     | Land | Zeit (min) |
| ----- | -------------------------- | ---- | ---------- |
| 1     | Dương Văn Thái             | VIE  | 4:06,63    |
| 2     | Mariano Masano             | PHI  | 4:08,27    |
| 3     | Yothin Yaprajan            | THA  | 4:08,90    |
| 4     | Bunthorn Chhun             | CAM  | 4:12,75    |
| 5     | Roberto Belo Amaral Soares | TLS  | 4:15,51    |

8. Dezember

### 5000 m
| Platz | Athlet                  | Land | Zeit (min)  |
| ----- | ----------------------- | ---- | ----------- |
| 1     | Kieran Tuntivate        | THA  | 14:31,15    |
| 2     | Nguyễn Văn Lai          | VIE  | 14:32,42    |
| 3     | Sonny Wagdos            | PHI  | 14:34,73    |
| 4     | Felisberto de Deus      | TLS  | 14:35,57 PB |
| 5     | Agus Prayogo            | INA  | 14:47,48    |
| 6     | Nattawut Innum          | THA  | 14:48,68    |
| 7     | Prabudass Krishnan      | MAS  | 14:56,75    |
| 8     | Sysavath Thammavongchit | LAO  | 15:51,07    |

9. Dezember

### 10.000 m
| Platz | Athlet             | Land | Zeit (min)  |
| ----- | ------------------ | ---- | ----------- |
| 1     | Kieran Tuntivate   | THA  | 30:19,28    |
| 2     | Agus Prayogo       | INA  | 30:22,13    |
| 3     | Nguyễn Văn Lai     | VIE  | 30:29,73    |
| 4     | Đỗ Quốc Luật       | VIE  | 30:49,59    |
| 5     | Felisberto de Deus | TLS  | 30:52,52 NR |
| 6     | Nattawut Innum     | THA  | 31:30,53    |
| 7     | Richard Salaño     | PHI  | 32:47,91    |
| 8     | Robi Yianturi      | INA  | 33:14,02    |

7. Dezember

### Marathon
| Platz | Athlet                | Land | Zeit (h) |
| ----- | --------------------- | ---- | -------- |
| 1     | Agus Prayogo          | INA  | 2:26:48  |
| 2     | Samchai Namkhey       | THA  | 2:27:18  |
| 3     | Muhaizar Mohamad      | MAS  | 2:33:08  |
| 4     | David Pasaribu Welman | INA  | 2:33:47  |
| 5     | Jerald Zabala         | PHI  | 2:37:20  |
| 6     | Anthony Nerza         | PHI  | 2:39:28  |
| 7     | Gordon Lim Wei Xiang  | SIN  | 2:46:31  |
| 8     | Romenio De Deus Maia  | TLS  | 2:50:12  |

6. Dezember

### 110 m Hürden
| Platz | Athlet                    | Land | Zeit (s) |
| ----- | ------------------------- | ---- | -------- |
| 1     | Clinton Kingsley Bautista | PHI  | 13,97    |
| 2     | Rayzam Shah Wan Sofian    | MAS  | 13,97    |
| 3     | Xaysa Anousone            | LAO  | 13,99    |
| 4     | Rio Maholtra              | INA  | 14,06    |
| 5     | Phanuwat Kwanyuen         | THA  | 14,23    |
| 6     | Liang Qi Awyong           | SIN  | 14,31    |
| 7     | Alvin John Vergel         | PHI  | 14,46    |
| 8     | Ang Chen Xiang            | SIN  | 14,49    |

9. Dezember

### 400 m Hürden
| Platz | Athlet                     | Land | Zeit (s) |
| ----- | -------------------------- | ---- | -------- |
| 1     | Eric Cray                  | PHI  | 50,21    |
| 2     | Halomoan Edwin Binsar      | INA  | 50,81 NR |
| 3     | Quách Công Lịch            | VIE  | 51,60    |
| 4     | Francis Medina             | PHI  | 51,68    |
| 5     | Phan Khắc Hoàng            | VIE  | 52,30    |
| 6     | Wei Bin Ow Yeong           | SIN  | 52,46    |
| 7     | Rusleen Zikry Putra Roseli | MAS  | 52,56    |
| 8     | Witthawat Thumcha          | THA  | 52,65    |

10. Dezember

### 3000 m Hindernis
| Platz | Athlet              | Land | Zeit (min) |
| ----- | ------------------- | ---- | ---------- |
| 1     | Đỗ Quốc Luật        | VIE  | 9:04,50    |
| 2     | Nguyễn Trung Cường  | VIE  | 9:04,54    |
| 3     | Atjong Tio Purwanto | INA  | 9:10,02    |
| 4     | Ahmad Luth Hamizan  | MAS  | 9:29,91    |
|       | Junel Gobotia       | PHI  | DSQ        |

10. Dezember

### 4 × 100 m Staffel
| Platz | Land        | Athleten                                                                                    | Zeit (s) |
| ----- | ----------- | ------------------------------------------------------------------------------------------- | -------- |
| 1     | Thailand    | Ruttanapon Sowan Bandit Chuangchai Jirapong Meenapra Siripol Punpa                          | 39,27    |
| 2     | Malaysia    | Nixson Anak Kennedy Muhammad Haiqal Hanafi Khairul Hafiz Jantan Russel Alexander Nasir Taib | 39,78    |
| 3     | Philippinen | Anfernee Lopena Clinton Kingsley Bautista Francis Medina Eric Cray                          | 40,04    |
| 4     | Indonesien  | Adit Rico Pradana Joko Kuncoro Adi Eko Rimbawan Mochammad Bisma Diwa Abina                  | 40,12    |

9. Dezember

### 4 × 400 m Staffel
| Platz | Land        | Athleten                                                                                         | Zeit (min) |
| ----- | ----------- | ------------------------------------------------------------------------------------------------ | ---------- |
| 1     | Vietnam     | Quách Công Lịch Lương Văn Thao Trần Đình Sơn Trần Nhật Hoàng                                     | 3:08,07    |
| 2     | Thailand    | Apisit Chamsri Nattapong Kongkraphan Thipthanet Sripha Phitchaya Sunthonthuam                    | 3:08,20    |
| 3     | Philippinen | Edgardo Alejan Michael Del Prado Frederick Ramirez Joyme Sequita                                 | 3:08,63    |
| 4     | Malaysia    | Luqmanul Hakim Khairul Akmal Muhammad Ilham Suhaimi Muhammad Saiful Saifuddin Abdul Waify Roslan | 3:09,80    |
| 5     | Singapur    | Timothee Yap Jin Wei Zubin Percy Muncherji Ariff Bin Januri Tan Zongyang                         | 3:12,35    |

10. Dezember

### 20 km Gehen
| Platz | Athlet               | Land | Zeit (h) |
| ----- | -------------------- | ---- | -------- |
| 1     | Hendro Yap           | INA  | 1:31:20  |
| 2     | Võ Xuân Vĩnh         | VIE  | 1:31:38  |
| 3     | Mine Nyi Nyi Moe     | MYA  | 1:33:25  |
| 4     | Phyo Tun Pyae        | MYA  | 1:33:46  |
| 5     | Bayu Prasetyo        | INA  | 1:38:21  |
| 6     | Nguyen Thanh Ngung   | VIE  | 1:38:41  |
| 7     | Kittiphong Chonduang | THA  | 1:43:53  |
| 8     | Artio Sriwichai      | THA  | 1:44:26  |

9. Dezember

### Hochsprung
| Platz | Athlet                | Land | Höhe (m) |
| ----- | --------------------- | ---- | -------- |
| 1     | Lee Hup Wei           | MAS  | 2,21     |
| 2     | Nauraj Singh Randhawa | MAS  | 2,21     |
| 3     | Tawan Kaewkam         | THA  | 2,15     |
| 4     | Saksit Sittichai      | THA  | 2,15     |
| 5     | Vũ Đức Anh            | VIE  | 2,12     |
| 6     | Nguyễn Thanh Nhân     | VIE  | 2,08     |
| 7     | Kam Kampton           | SIN  | 2,08     |
| 8     | Leonard Grospe        | PHI  | 2,04     |

8. Dezember

### Stabhochsprung
| Platz | Athlet               | Land | Höhe (m) |
| ----- | -------------------- | ---- | -------- |
| 1     | Ernest Obiena        | PHI  | 5,45 GR  |
| 2     | Porranot Purahong    | THA  | 5,20     |
| 3     | Iskandar Alwi        | MAS  | 5,00     |
| 4     | Frederick Saputra    | INA  | 4,80     |
| 5     | Hocket de los Santos | PHI  | 4,60     |

7. Dezember

### Weitsprung
| Platz | Athlet            | Land | Weite (m) |
| ----- | ----------------- | ---- | --------- |
| 1     | Sapwaturrahman    | INA  | 8,03 GR   |
| 2     | Andre Anura       | MAS  | 8,02 NR   |
| 3     | Suttisak Singkhon | THA  | 7,89 PB   |
| 4     | Nguyễn Tiến Trọng | VIE  | 7,67      |
| 5     | Janry Ubas        | PHI  | 7,62      |
| 6     | Phạm Văn Lâm      | VIE  | 7,59      |
| 7     | Saran Saenbuakham | THA  | 7,23      |
| 8     | Algin Gomez       | PHI  | 7,07      |

7. Dezember

### Dreisprung
| Platz | Athlet                 | Land | Weite (m) |
| ----- | ---------------------- | ---- | --------- |
| 1     | Muhammad Hakimi Ismail | MAS  | 16,68     |
| 2     | Mark Harry Diones      | PHI  | 16,42     |
| 3     | Sapwaturrahman         | INA  | 16,21 NR  |
| 4     | Pratchaya Tepparak     | THA  | 16,09     |
| 5     | Andre Anura            | MAS  | 16,00     |
| 6     | Ronnie Malipay         | PHI  | 15,82     |
| 7     | Supot Boonnun          | THA  | 14,67     |

10. Dezember

### Kugelstoßen
| Platz | Athlet                  | Land | Weite (m) |
| ----- | ----------------------- | ---- | --------- |
| 1     | Willie Morrison         | PHI  | 18,38     |
| 2     | Muhammad Ziyad Zolkefli | MAS  | 17,03     |
| 3     | Promrob Juntima         | THA  | 16,40     |
| 4     | Thawat Khachin          | THA  | 15,87     |
| 5     | John Mantua             | PHI  | 15,85     |
| 6     | Phan Thanh Bình         | VIE  | 14,59     |

8. Dezember

### Diskuswurf
| Platz | Athlet                    | Land | Weite (m) |
| ----- | ------------------------- | ---- | --------- |
| 1     | Muhammad Irfan Shamsuddin | MAS  | 57,29     |
| 2     | Willie Morrison           | PHI  | 51,38     |
| 3     | Narong Benjaroon          | THA  | 51,29     |
| 4     | Abdul Rahman Lee          | MAS  | 51,19 PB  |
| 5     | Phan Thanh Bình           | VIE  | 48,46     |
| 6     | Thongchai Silamool        | THA  | 48,38     |
| 7     | John Mantua               | PHI  | 47,59     |
| 8     | Eric Yee Chun Wai         | SIN  | 47,08     |

10. Dezember

### Hammerwurf
| Platz | Athlet                 | Land | Weite (m)    |
| ----- | ---------------------- | ---- | ------------ |
| 1     | Kittipong Boonmawan    | THA  | 67,56 GR =NR |
| 2     | Jackie Wong Siew Cheer | MAS  | 63,83        |
| 3     | Ye Htet Aung           | MYA  | 58,88 NR     |
| 4     | Marzuqi Ajisan Sadat   | MAS  | 57,35        |
| 5     | Arniel Ferrera         | PHI  | 57,26        |
| 6     | Nattapon Paknam        | THA  | 52,65        |
| 7     | Rafika Putra           | INA  | 51,88        |

7. Dezember

### Speerwurf
| Platz | Athlet            | Land | Weite (m) |
| ----- | ----------------- | ---- | --------- |
| 1     | Melvin Calano     | PHI  | 72,86 PB  |
| 2     | Abdul Hafiz       | INA  | 71,00 PB  |
| 3     | Nguyễn Hoài Văn   | VIE  | 70,88     |
| 4     | Kenny Gonzales    | PHI  | 63,53     |
| 5     | Wanchalerm Roscha | THA  | 60,35     |

9. Dezember

### Zehnkampf
| Platz | Athlet       | Land | Punkte  |
| ----- | ------------ | ---- | ------- |
| 1     | Aries Toledo | PHI  | 7033    |
| 2     | Bùi Văn Sự   | VIE  | 6911 PB |
| 3     | Janry Ubas   | PHI  | 6769    |
| 4     |              |      |         |
| 5     |              |      |         |
| 6     |              |      |         |

9. bis 10. Dezember

## Frauen

### 100 m
| Platz | Athletin                  | Land | Zeit (s) |
| ----- | ------------------------- | ---- | -------- |
| 1     | Lê Tú Chinh               | VIE  | 11,54    |
| 2     | Kristina Knott            | PHI  | 11,55    |
| 3     | Shanti Pereira            | SIN  | 11,66    |
| 4     | Supawan Thipat            | THA  | 11,74    |
| 5     | On-uma Chattha            | THA  | 11,77    |
| 6     | Zaidatul Husniah Zulkifli | MAS  | 11,84    |
| 7     | Alvin Tehupeiory          | INA  | 11,88    |
| 8     | Zion Corrales-Nelson      | PHI  | 11,90    |

8. Dezember

### 200 m
| Platz | Athletin          | Land | Zeit (s)    |
| ----- | ----------------- | ---- | ----------- |
| 1     | Kristina Knott    | PHI  | 23,01 GR NR |
| 2     | Lê Tú Chinh       | VIE  | 23,45       |
| 3     | Shanti Pereira    | SGP  | 23,77       |
| 4     | Alvin Tehupeiory  | INA  | 23,82       |
| 5     | Supanich Poolkerd | THA  | 24,05       |
| 6     | Hà Thị Thu        | VIE  | 24,44       |
| 7     | Khanrutai Pakdee  | THA  | 24,54       |
| 8     | Shelly Komalam    | MAS  | 25,05       |

7. Dezember
Wind: 0,0 m/s

### 400 m
| Platz | Athletin                   | Land | Zeit (s) |
| ----- | -------------------------- | ---- | -------- |
| 1     | Nguyễn Thị Huyền           | VIE  | 52,80    |
| 2     | Chinenye Onuorah           | THA  | 53,81 PB |
| 3     | Quách Thị Lan              | VIE  | 53,95    |
| 4     | Arisa Weruwanarak          | THA  | 55,53 PB |
| 5     | Dewi Ayu Agung Kurniayanti | INA  | 55,82    |
| 6     | Sri Maya Sari              | INA  | 56,71    |
| 7     | Kayla Anise Richardson     | PHI  | 57,34 PB |
| 8     | Thi Thi Mon                | MYA  | 57,42    |

8. Dezember

### 800 m
| Platz | Athletin               | Land | Zeit (min) |
| ----- | ---------------------- | ---- | ---------- |
| 1     | Bích Đinh Thị          | VIE  | 2:07,16    |
| 2     | Khuất Phương Anh       | VIE  | 2:08,24    |
| 3     | Agustina Mardika Manik | INA  | 2:09,61 PB |
| 4     | Joginder Singh         | MAS  | 2:10,42 PB |
| 5     | Goh Chui Ling          | SIN  | 2:12,47    |
| 6     | Angela Freitas         | TLS  | 2:13,63    |
| 7     | Swe Li Myint           | MYA  | 2:14,48    |
| 8     | Thi Thi Mon            | MYA  | 2:14,78    |

9. Dezember

### 1500 m
| Platz | Athletin               | Land | Zeit (min) |
| ----- | ---------------------- | ---- | ---------- |
| 1     | Nguyễn Thị Oanh        | VIE  | 4:17,31    |
| 2     | Agustina Mardika Manik | INA  | 4:22,60 PB |
| 3     | Khuất Phương Anh       | VIE  | 4:23,47    |
| 4     | Angela Freitas         | TLS  | 4:34,27    |
| 5     | Joginder Singh         | MAS  | 4:36,29    |
| 6     | Lodkeo Inthakoumman    | LAO  | 4:41,81    |
| 7     | Swe Li Myint           | MYA  | 5:20,12    |
| 8     | Meyjou Heng            | CAM  | 5:24,77    |

8. Dezember

### 5000 m
| Platz | Athletin             | Land | Zeit (min) |
| ----- | -------------------- | ---- | ---------- |
| 1     | Nguyễn Thị Oanh      | VIE  | 16:45,98   |
| 2     | Phạm Thị Huệ         | VIE  | 16:52,35   |
| 3     | Joida Gagnao         | PHI  | 17:52,16   |
| 4     | Rubia Fátima Martins | TLS  | 18:00,22   |
| 5     | Mal Ngar             | MYA  | 19:26,95   |
| 6     | War Thet Phyu        | MYA  | DNS        |

10. Dezember

### 10.000 m
| Platz | Athletin              | Land | Zeit (min)  |
| ----- | --------------------- | ---- | ----------- |
| 1     | Phạm Thị Huệ          | VIE  | 36:23,44    |
| 2     | Phạm Thị Hồng Lệ      | VIE  | 36:32,24    |
| 3     | Odekta Elvina Naibaho | INA  | 36:42,28 PB |
| 4     | Triyaningsih          | INA  | 37:54,18    |
| 5     | Rubia Fátima Martins  | TLS  | 38:23,30 PB |
| 6     | Mal Ngar              | MYA  | 42:24,55    |
| 7     | Cho Zin Mar           | MYA  | 42:53,92    |

8. Dezember

### Marathon
| Platz | Athletin               | Land | Zeit (h) |
| ----- | ---------------------- | ---- | -------- |
| 1     | Christine Hallasgo     | PHI  | 2:56:56  |
| 2     | Mary Joy Tabal         | PHI  | 2:58:49  |
| 3     | Phạm Thị Hồng Lệ       | VIE  | 3:02:52  |
| 4     | Linda Janthachit       | THA  | 3:04:41  |
| 5     | Serena Teoh Dong Xiang | SIN  | 3:14:38  |
| 6     | Mar Cho Zin            | MYA  | 3:30:38  |
|       | Elvina Naibaho Odekta  | INA  | DNF      |
|       | Xiuying Hu             | SGP  | DNF      |

6. Dezember

### 100 m Hürden
| Platz | Athletin             | Land | Zeit (s) |
| ----- | -------------------- | ---- | -------- |
| 1     | Emilia Nova          | INA  | 13,61    |
| 2     | Trần Thị Yến         | VIE  | 13,75    |
| 3     | Nur Izlyn Zaini      | SIN  | 13,92    |
| 4     | Suchada Meesri       | THA  | 14,08    |
| 5     | Padtamawan Riyaphan  | THA  | 14,13 PB |
| 6     | Huỳnh Thị Mỹ Tiên    | VIE  | 14,14    |
| 7     | Melissa Escoton      | PHI  | 14,20    |
| 8     | Nursheena Azhar Raja | MAS  | 14,31    |

9. Dezember

### 400 m Hürden
| Platz | Athletin           | Land | Zeit (s) |
| ----- | ------------------ | ---- | -------- |
| 1     | Nguyễn Thị Huyền   | VIE  | 56,90    |
| 2     | Quách Thị Lan      | VIE  | 57,39    |
| 3     | Robyn Lauren Brown | PHI  | 59,08    |
| 4     | Bernalyn Bejoy     | PHI  | 62,06 PB |
| 5     | Benny Nontanam     | THA  | 62,07 PB |

10. Dezember

### 3000 m Hindernis
| Platz | Athletin            | Land | Zeit (min)  |
| ----- | ------------------- | ---- | ----------- |
| 1     | Nguyễn Thị Oanh     | VIE  | 10:00,02 GR |
| 2     | Joida Gagnao        | PHI  | 10:59,91    |
| 3     | Pretty Sihite       | INA  | 11:05,93    |
| 4     | Lo Thi Thanh        | VIE  | 11:14,18    |
| 5     | Cheryl Xue Rou Chan | SIN  | 11:34,11    |
| 6     | Lodkeo Inthakoumman | LAO  | 11:54,93 NR |

10. Dezember

### 4 × 100 m Staffel
| Platz | Land        | Athletinnen                                                                       | Zeit (s) |
| ----- | ----------- | --------------------------------------------------------------------------------- | -------- |
| 1     | Thailand    | Supawan Thipat On-uma Chattha Khanrutai Pakdee Tassaporn Wannakit                 | 44,38    |
| 2     | Philippinen | Kristina Knott Kayla Anise Richardson Kyla Ashley Richardson Zion Corrales-Nelson | 44,57    |
| 3     | Vietnam     | Hà Thị Thu Lê Tú Chinh Lê Thị Mộng Tuyền Trần Thị Yến                             | 45,17    |
| 4     | Malaysia    | Azreen Nabila Alias Sidi Fatima Mohammad Shelly Komalam Zaidatul Husniah Zulkifli | 45,25    |
| 5     | Indonesien  | Jeany Nuraini Amelia Agreta Alvin Tehupeiory Erna Nuryanti Tyas Murtiningsih      | 45,28    |
| 6     | Singapur    | Bernice Yee Ling Liew Kugapriya Do Chandran Shanti Pereira Clara Si Hui Goh       | 45,37    |

9. Dezember

### 4 × 400 m Staffel
| Platz | Land        | Athletinnen                                                                        | Zeit (min) |
| ----- | ----------- | ---------------------------------------------------------------------------------- | ---------- |
| 1     | Vietnam     | Nguyễn Thị Oanh Quách Thị Lan Hoàng Thị Ngọc Nguyễn Thị Hằng                       | 3:34,64    |
| 2     | Thailand    | Sukanya Janchona Supanich Poolkerd Arisa Weruwanarak Chinenye Onuorah              | 3:39,78    |
| 3     | Philippinen | Eloiza Luzon Jessel Lumapas Maureen Schrijvers Robyn Brown                         | 3:43,41    |
| 4     | Indonesien  | Eka Cahaya Ningrum Dewi Ayu Agung Kurniayanti Sri Maya Sari Agustina Mardika Manik | 3:45,01    |
| 5     | Malaysia    | Fathin Faqihah Mohd Yusuf Nurul Faizah Mazlan Joginder Singh Kim Chyi Teoh         | 3:47,00    |

10. Dezember

### 10 km Gehen
| Platz | Athlet                        | Land | Zeit (h) |
| ----- | ----------------------------- | ---- | -------- |
| 1     | Phạm Thị Thu Trang            | VIE  | 52:59,45 |
| 2     | Than Than Soe                 | MYA  | 53:29,89 |
| 3     | Elena Goh Ling Yin            | MAS  | 53:38,71 |
| 4     | Thanh Phuc Nguyen Thi         | VIE  | 53:49,73 |
| 5     | Kotchaphon Tangsrivong        | THA  | 54:38,23 |
| 6     | May Htet Zin                  | MYA  | 56:41,44 |
| 7     | Nurul Alyahaziqah Kamaruzaman | MAS  | 57:27,52 |

8. Dezember

### Hochsprung
| Platz | Athletin                | Land | Höhe (m) |
| ----- | ----------------------- | ---- | -------- |
| 1     | Yap Sean Yee            | MAS  | 1,81     |
| 1     | Wanida Boonwan          | THA  | 1,81     |
| 3     | Phạm Thị Diễm           | VIE  | 1,78     |
| 4     | Dương Thị Việt Anh      | VIE  | 1,78     |
| 5     | Norliyana Kamaruddin    | MAS  | 1,75     |
| 5     | Michelle Sng            | SIN  | 1,75     |
| 7     | Prangthip Chitkhokkruad | THA  | 1,75     |

9. Dezember

### Stabhochsprung
| Platz | Athletin               | Land | Höhe (m) |
| ----- | ---------------------- | ---- | -------- |
| 1     | Natalie Uy             | PHI  | 4,25 GR  |
| 2     | Chayanisa Chomchuendee | THA  | 4,10     |
| 3     | Chonthicha Khabut      | THA  | 4,00 PB  |
| 4     | Diva Renatta Jayadi    | INA  | 3,80     |
| 5     | Chuah Yu Tian          | MAS  | 3,70     |
| 6     | Alyana Joyce Nicolas   | PHI  | 3,60     |

8. Dezember

### Weitsprung
| Platz | Athletin             | Land | Weite (m) |
| ----- | -------------------- | ---- | --------- |
| 1     | Maria Natalia Londa  | INA  | 6,47      |
| 2     | Parinya Chuaimaroeng | THA  | 6,23      |
| 3     | Vũ Thị Mộng Mơ       | VIE  | 6,16      |
| 4     | Marestella Sunang    | PHI  | 6,16      |
| 5     | Vũ Thị Mến           | VIE  | 6,11      |
| 6     | Kirthana Ramasamy    | MAS  | 5,73      |

8. Dezember

### Dreisprung
| Platz | Athletin             | Land | Weite (m) |
| ----- | -------------------- | ---- | --------- |
| 1     | Parinya Chuaimaroeng | THA  | 13,75     |
| 2     | Maria Natalia Londa  | INA  | 13,60     |
| 3     | Vũ Thị Mến           | VIE  | 13,55     |
| 4     | Vũ Thị Ngọc Hà       | VIE  | 13,43     |
| 5     | Kirthana Ramasamy    | MAS  | 13,11     |
| 6     | Angel Cariño         | PHI  | 12,50     |
| 7     | Jasmin Bombita       | PHI  | 11,93     |

7. Dezember

### Kugelstoßen
| Platz | Athletin             | Land | Weite (m) |
| ----- | -------------------- | ---- | --------- |
| 1     | Areerat Intadis      | THA  | 15,80 PB  |
| 2     | Eki Febri Ekawati    | INA  | 15,08     |
| 3     | Athima Saowaphaiboon | THA  | 13,36     |
| 4     | Math Thinmanao       | LAO  | 11,37 PB  |

10. Dezember

### Diskuswurf
| Platz | Athletin               | Land | Weite (m) |
| ----- | ---------------------- | ---- | --------- |
| 1     | Subenrat Insaeng       | THA  | 60,33 GR  |
| 2     | Kang Ni Choo           | MAS  | 47,02     |
| 3     | Queenie Kung Ni Ting   | MAS  | 45,28     |
| 4     | Nguyễn Thị Hồng Thường | VIE  | 45,05     |
| 5     | Charuwan Sroisena      | THA  | 44,90 PB  |
| 6     | Daniella Daynata       | PHI  | 40,56     |

9. Dezember

### Hammerwurf
| Platz | Athletin           | Land | Weite (m) |
| ----- | ------------------ | ---- | --------- |
| 1     | Mingkamon Koomphon | THA  | 55,99     |
| 2     | Grace Wong Xiu Mei | MAS  | 55,82     |
| 3     | Panwat Gimsrang    | THA  | 55,84     |
| 4     | Aira Teodosio      | PHI  | 47,13 PB  |
| 5     | Pa Pa Oo           | MYA  | 43,90     |
| 6     | Math Thinmanao     | LAO  | 40,24     |

8. Dezember

### Speerwurf
| Platz | Athletin             | Land | Weite (m) |
| ----- | -------------------- | ---- | --------- |
| 1     | Natta Nachan         | THA  | 55,66     |
| 2     | Lò Thị Hoàng         | VIE  | 53,77     |
| 3     | Jariya Wichaidit     | THA  | 51,80     |
| 4     | Evalyn Palabrica     | PHI  | 50,56     |
| 5     | Atinna Nurkamila     | INA  | 46,94     |
| 6     | Ann Katherine Quitoy | PHI  | 43,26     |

8. Dezember

### Siebenkampf
| Platz | Athletin             | Land | Punkte |
| ----- | -------------------- | ---- | ------ |
| 1     | Sarah Dequinan       | PHI  | 5101   |
| 2     | Norliyana Kamaruddin | MAS  | 4906   |
| 3     | Sunisa Khotseemueang | THA  | 4730   |
| 4     |                      |      |        |

7. bis 8. Dezember

## Mixed

### 4 × 100 m Staffel
| Platz | Land        | Athleten                                                                              | Zeit (s) |
| ----- | ----------- | ------------------------------------------------------------------------------------- | -------- |
| 1     | Philippinen | Eloiza Luzon Anfernee Lopena Kristina Knott Eric Cray                                 | 41,67    |
| 2     | Thailand    | Chayut Khongprasit Nutthapong Veeravongratanasiri Tassaporn Wannakit Khanrutai Pakdee | 41,99    |
| 3     | Malaysia    | Azreen Nabila Alias Jonathan Nyepa Zaidatul Husniah Zulkifli Nixson Anak Kennedy      | 42,40    |
| 4     | Indonesien  | Adith Rici Pradana Eko Rimbawan Jeany Nuraini Amelia Agreta Erna Nuryanti             | 42,65    |
| 5     | Singapur    | Kugapriya Do Chandran Shanti Pereira Timothee Yap Jin Wei Ariff Bin Januri            | 43,28    |

8. Dezember

### 4 × 400 m Staffel
| Platz | Land        | Athleten                                                                               | Zeit (min) |
| ----- | ----------- | -------------------------------------------------------------------------------------- | ---------- |
| 1     | Vietnam     | Nguyễn Thị Hằng Trần Nhật Hoàng Quách Thị Lan Trần Đình Sơn                            | 3:19,50    |
| 2     | Thailand    | Prutchaya Praphas Chinenye Onuorah Arisa Weruwanarak Pipatporn Paungpi                 | 3:26,09    |
| 3     | Philippinen | Raymond Alferos Robyn Brown Maureen Schrijvers Edgardo Alejan                          | 3:26,95    |
| 4     | Malaysia    | Abdul Waify Roslan Fathin Faqihah Mohammed Yusuf Kim Chyi Theoh Muhammad Ilham Suhaimi | 3:30,15    |

7. Dezember